# Burg-Reuland
Burg-Reuland este o comună germanofonă din regiunea Valonia din Belgia. Comuna este formată din localitățile Reuland, Thommen, Ouren, Maspelt și Oberhausen. Suprafața totală este de 108,96 km². La 1 ianuarie 2008 comuna avea o populație totală de 3.948 locuitori. 